# Jean-Claude Brialy
Jean-Claude Brialy, né le 30 mars 1933 à Aumale en Algérie et mort le 30 mai 2007 à Monthyon (Seine-et-Marne), est un acteur, réalisateur, scénariste et écrivain français.
Issu de la Nouvelle Vague du cinéma français, il a joué dans plus de deux cents films au cours d'une carrière commencée en 1956 et a travaillé avec de grands réalisateurs tels que Louis Malle, Claude Chabrol, François Truffaut, Éric Rohmer, ou encore Philippe de Broca. Vedette (Le Beau Serge) ou second rôle, il a été nommé pour le César du meilleur acteur dans un second rôle avec Le Juge et l’Assassin en 1977 et l'a remporté avec Les Innocents en 1988.

## Biographie
Né à Aumale en Algérie, Jean-Claude Brialy est le fils aîné de Roger Jean Brialy, officier français (lieutenant au 65e d'artillerie) et de Suzanne Abraham. Il a un frère cadet, Jacques, né deux ans après lui.
Il grandit, au hasard des affectations de son père, en Algérie à Blida et Bône, en France (d'abord à Marseille en 1943) et en Allemagne,.
La famille Brialy s’installe ensuite à Angers. Jean-Claude et son frère Jacques vont à l’école au lycée David-d'Angers (où il connaît son « premier émoi de comédien » dit-il dans son autobiographie) et les vacances se déroulent chez leurs grands-parents à Chambellay ou bien à Issoire, dans le Puy-de-Dôme, chez ses grands-parents maternels. Il écrit en 2000 dans son autobiographie que c’est dans le village de Chambellay qu'il vit les plus beaux moments de son enfance marquée par un manque d'amour, élevé à la cravache par des parents qui entretiennent une rivalité avec son frère.

### Une formation de comédien
En 1946, Jean-Claude Brialy fait son entrée au Prytanée national militaire de La Flèche dans la Sarthe (dont il est renvoyé pour organiser de la contestation et du chahut), avant que sa famille s'installe à Saint-Étienne puis à Strasbourg, où il prépare et passe son baccalauréat et suit en parallèle des cours d’art dramatique, en cachette de son père qui le destine à une carrière militaire.
Il obtient le premier prix de comédie au conservatoire de Strasbourg et entre alors au centre d’art dramatique de l’Est, où il interprète différents rôles de théâtre. Pendant son service militaire à Baden-Baden, il est affecté au service cinématographique de l’armée en Allemagne, l’occasion pour lui de tourner en 1954 son premier court-métrage, Chiffonard, et Bon Aloi. À la fin de son service militaire, il part en novembre 1954 à Paris, seul, car ses parents ne cautionnent pas ses velléités de saltimbanque.

### Du cinéma à la télévision et le château de Monthyon

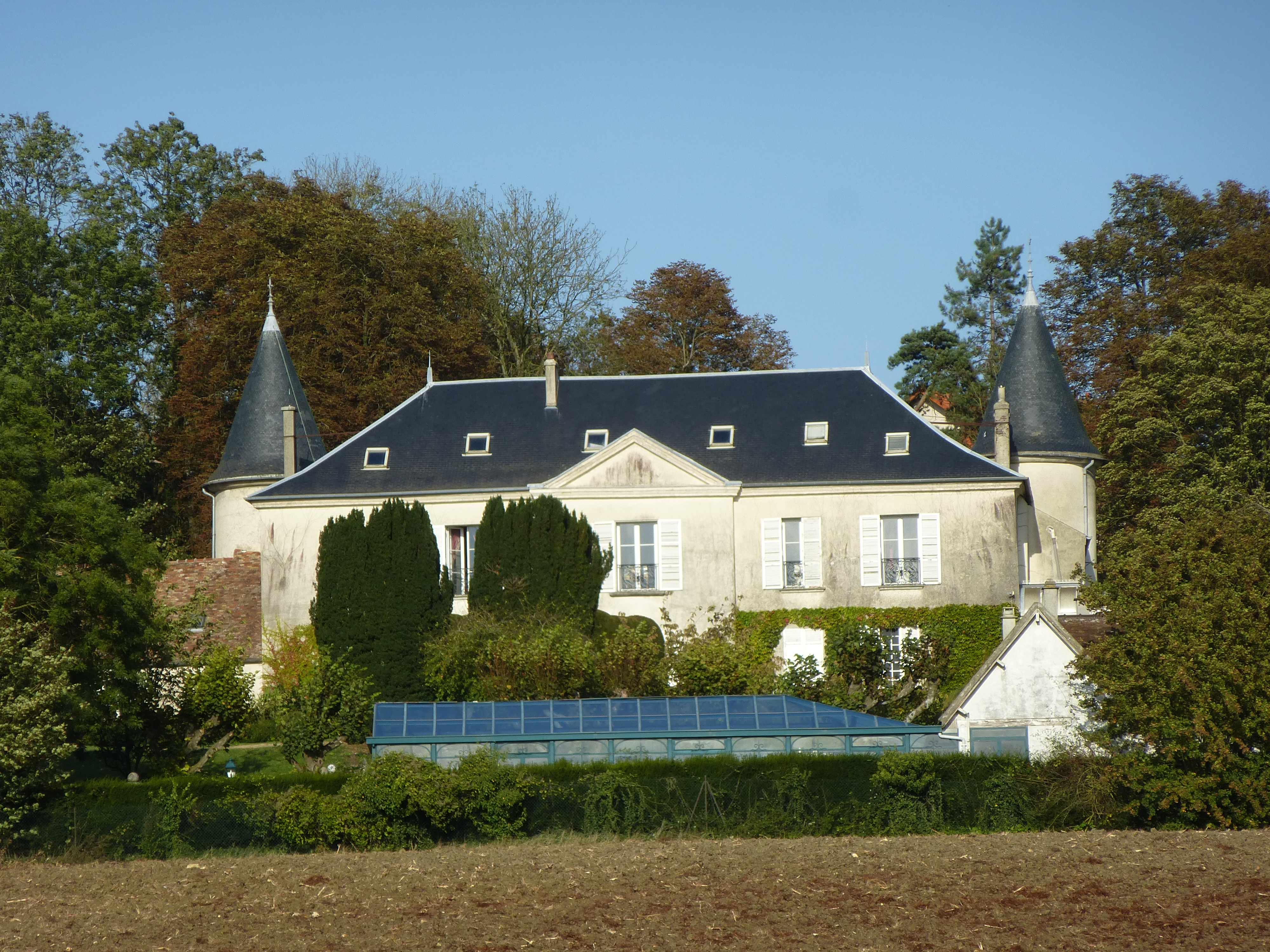
Le château de Monthyon.

En 1954, Jean-Claude Brialy débarque à Paris, vit de petits boulots, ses parents refusant de l'aider. Il fréquente alors la bande des Cahiers du cinéma et joue dans un court-métrage Le Coup du berger de Jacques Rivette. Après avoir été assistant-réalisateur stagiaire sur French Cancan de Jean Renoir en 1954, il va alors multiplier apparitions et rôles, dont Elena et les Hommes de Jean Renoir en 1956 (source d'une grande déception car la scène est coupée au montage alors qu'il voulait impressionner sa famille), Ascenseur pour l'échafaud de Louis Malle en 1957 et surtout Le Beau Serge et Les Cousins de Claude Chabrol, qui lui apportent la célébrité.
En 1959, il achète grâce à l'aide financière de Claude Chabrol et de François Truffaut le château de Monthyon, près de Meaux, que lui a fait connaître Marie-José Nat. Il y passe plusieurs mois de convalescence après une lourde opération chirurgicale à la suite d'une mauvaise chute dans Le Beau Serge. Reconnu à la fois par le public et par ses pairs, Brialy est vite devenu l'ami de nombreux artistes. C'est chez lui, à Monthyon, que Romy Schneider (son amie depuis 1958) se ressourcera après la mort accidentelle de son fils en 1981 et que Jacques Chazot, atteint d'un cancer de la gorge, passera les derniers mois de sa vie, avant d'être enterré en 1993 dans le cimetière de la commune. Jean-Claude Brialy achète aussi, en 1966, un ancien bistrot de l'île Saint-Louis à Paris, qu'il fait transformer en restaurant, à l'enseigne de L'Orangerie. Ce lieu de vie nocturne verra défiler en toute discrétion un grand nombre d'artistes français et étrangers.

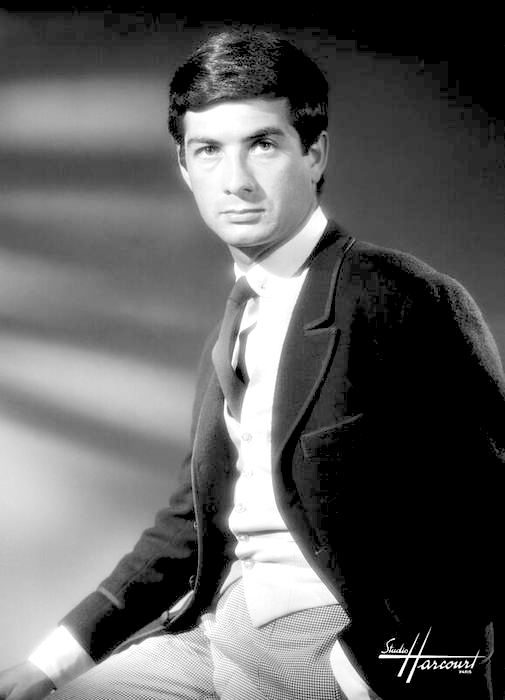
Jean-Claude Brialy en 1960 (Studio Harcourt).

Ce château, c'est la vie de Jean-Claude Brialy qui y a vécu quarante-huit ans, "à la campagne" comme il disait, lui qui n'aimait pas la campagne. Il l'avait choisi pour son emplacement, face à la mairie, l'église et l'école, de manière à faire comme son grand-père paternel : regarder l'horloge de l'église et entendre les cloches. En effet, son grand-père avait acheté en 1937 à l'Exposition Universelle une horloge qui ne fonctionna jamais. Sans cesse, son grand-père regardait l'horloge de l'église. Cette habitude ne le quitta jamais.
Le petit théâtre, comme l'appelait Jean-Claude, était réservé aux projections privées avec les amis. Au premier étage, on trouve les anciens sièges du théâtre des Bouffes-Parisiens.
Il devient un acteur prisé des réalisateurs de la Nouvelle Vague, jouant pour Jean-Luc Godard dans Une femme est une femme, pour Éric Rohmer dans Le Genou de Claire et pour François Truffaut, dans La Mariée était en noir. Il est très proche de François Truffaut. En 1968, ce dernier demande à Marcel Berbert et à Jean-Claude Brialy d'être les témoins de son mariage avec Claude Jade, mariage qui ne se fera pas. Grand travailleur, il tourne plusieurs films par an, jouant également au théâtre. Il manquera aussi de travailler avec Claude Sautet au cinéma, mais finalement, avec le temps, aucun projet ne se concrétisera avec ce réalisateur.
Il passe à la réalisation en 1971, avec son premier film, Églantine, qu'il tourne à Chambellay, un village d'Anjou d'où sont natifs ses grands-parents puis, en 1973, Volets clos. Il tourne L'Oiseau rare en 1973, avec Anny Duperey et Barbara, au château de Lesches, en Seine-et-Marne, non loin de son château de Monthyon. En juillet 1979, il réalise pour la télévision, Les Malheurs de Sophie, tourné au château de Lorie à La Chapelle-sur-Oudon, près de Segré.

### Le théâtre et l’écriture

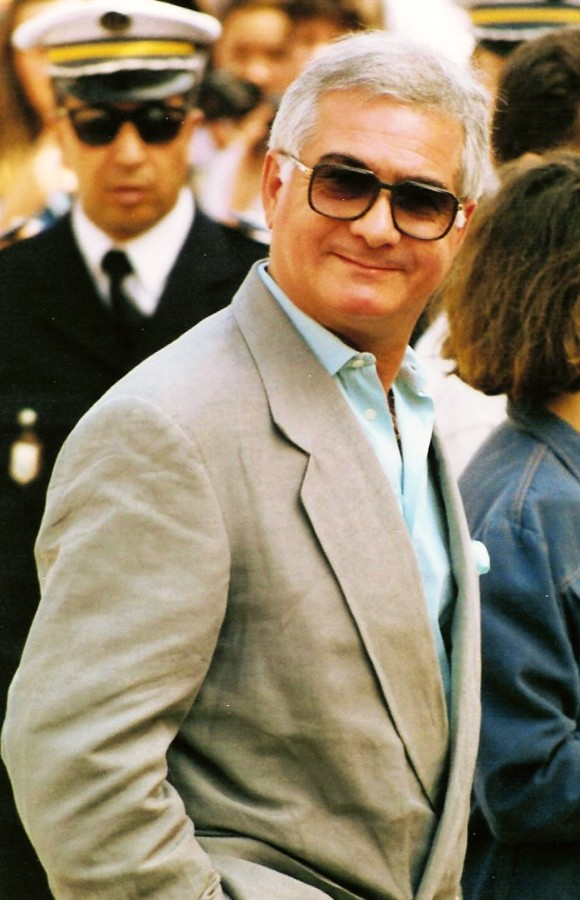
Jean-Claude Brialy au festival de Cannes 1992.

Directeur du théâtre Hébertot (1977) puis du théâtre des Bouffes-Parisiens (de 1986 à sa mort, la direction étant alors reprise par son compagnon Bruno Finck,), Jean-Claude Brialy est longtemps directeur artistique du festival d’Anjou (1985-2001) ainsi que le créateur et directeur artistique du festival de Ramatuelle à partir de 1985.
En 2000 et 2004, il écrit deux livres autobiographiques qui rencontrent un réel succès de librairie : Le Ruisseau des singes (éd. Robert Laffont), où il évoque plus particulièrement les bons moments de son enfance passés à Chambellay près d’Angers (« Mon paradis, c’est l’Anjou ») et J’ai oublié de vous dire (XO éditions). En 2006, à la suite de son voyage dans son pays natal, il publie Mon Algérie (Timée éditions). Il écrit aussi des anthologies : Les Pensées les plus drôles des acteurs et Les Répliques les plus drôles du théâtre de boulevard (Le Cherche-Midi).
Personnalité du « tout-Paris », il intervient parallèlement dans de nombreuses émissions de radio et de télévision, comme Les Grosses Têtes de Philippe Bouvard sur RTL. Il participe régulièrement à l’émission.
On retrouve aussi régulièrement Jean-Claude Brialy à l'émission télévisée de variétés Numéro Un, de Maritie et Gilbert Carpentier, entre 1975 et 1982, où, souvent, il accompagne les artistes avec humour.
Sa proximité avec les artistes l'amène à assister à la plupart des enterrements de célébrités, à tel point que son ami Thierry Le Luron l'avait surnommé « la Mère Lachaise » (en référence au célèbre cimetière parisien et à son homosexualité). Jean-Claude Brialy n’avait pas apprécié ce sobriquet en forme d’outing, dans la mesure où Thierry Le Luron cachait soigneusement sa propre homosexualité.
Il devient ainsi rapidement, à partir des années 1970 le confident des grandes stars, comme Arletty, ou Jean Gabin, et il acquiert un savoir encyclopédique sur le show business. Toutefois, il publie entre 2000 et 2007 une grande partie de ses connaissances et anecdotes, avec des récits largement autobiographiques (dont Le Ruisseau des singes, en 2000).
Il racontera aussi, en parallèle, ses anecdotes et confidences sur le show business, en de nombreuses émissions de télévision, ou de radio, où il était un « bon client ». Il était aussi consulté régulièrement pour des documentaires sur diverses personnalités.

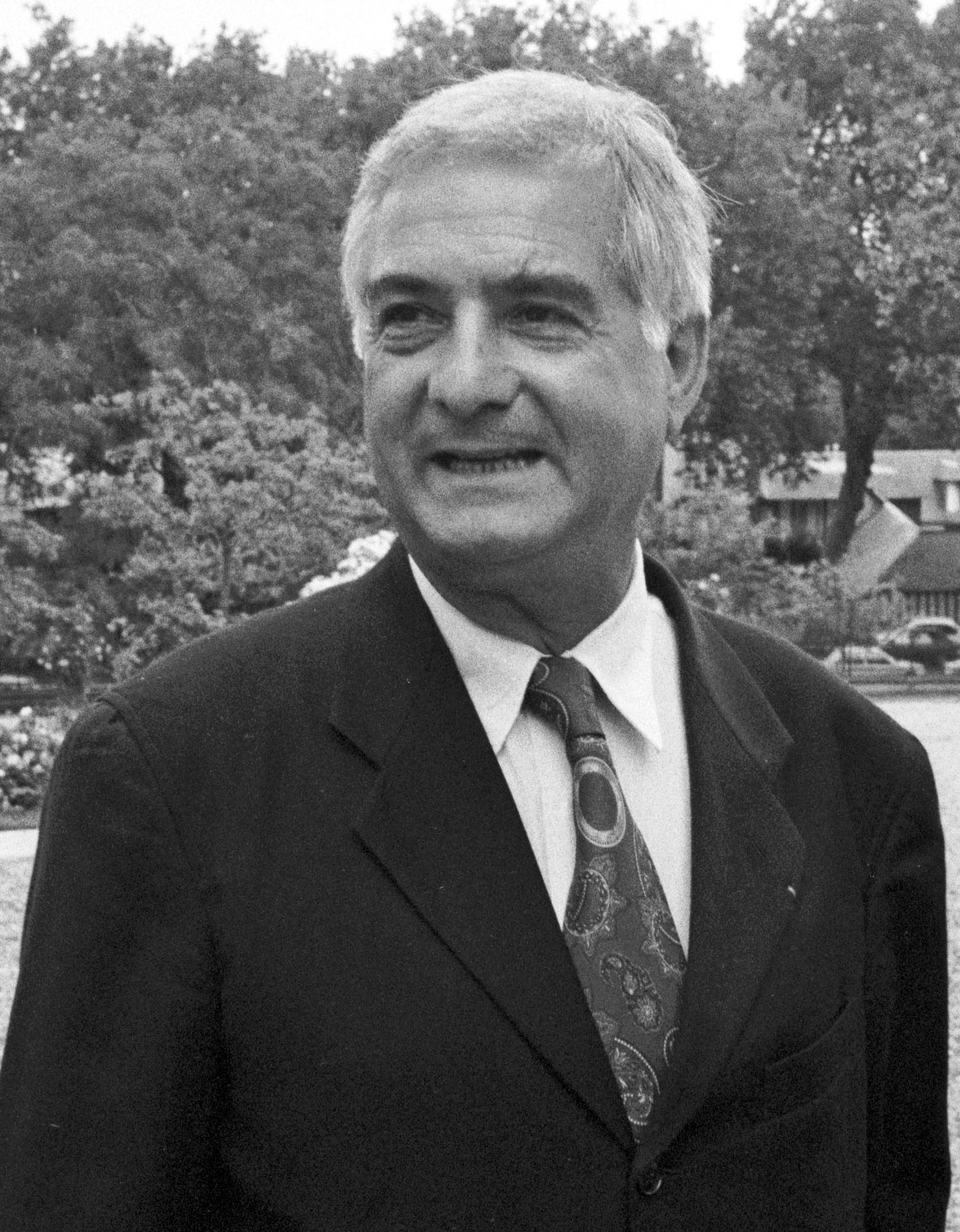
Jean-Claude Brialy en 1992 à Deauville (Normandie).

### Fin de vie et mort

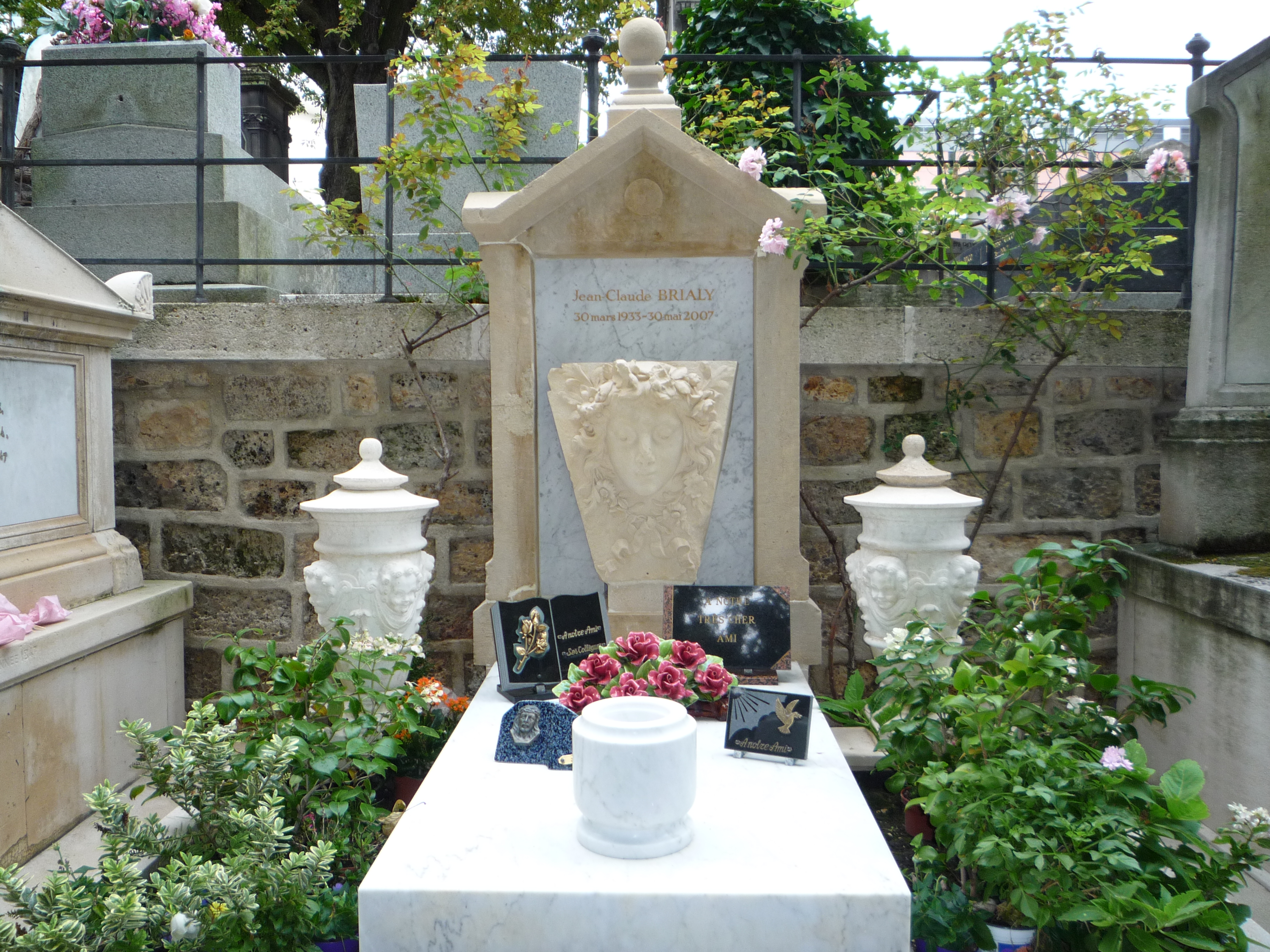
Tombe de Jean-Claude Brialy au cimetière de Montmartre à Paris. A gauche, celle de Marie Duplessis, la Dame aux camélias.

Jean-Claude Brialy tourne son dernier téléfilm en 2006, Monsieur Max de Gabriel Aghion. On le voit aux obsèques de Gérard Oury, en juillet 2006, avec lequel il avait tourné Lévy et Goliath, aux funérailles de Philippe Noiret le 27 novembre 2006 et à celles de Jean-Pierre Cassel en avril 2007. Quelques jours avant sa mort, Jean-Claude Brialy est présent à Cannes pour les soixante ans du festival et à l'émission de Philippe Bouvard, Les Grosses Têtes, dont il était « sociétaire ».
Entre 2006 et 2007, il soutient la candidature à la présidence de la République de Nicolas Sarkozy, et assiste à plusieurs de ses meetings.
Celui-ci est élu président, quelques jours avant la mort de Brialy à Monthyon, le 30 mai 2007 (des suites d’un cancer du foie, n’ayant averti personne — pas même ses amis proches — de sa maladie) à qui il rend alors hommage par un communiqué, puis en assistant à ses obsèques. Celles-ci sont célébrées en l’église Saint-Louis-en-l'Île, le 4 juin 2007. La messe des funérailles est concélébrée par l’évêque Jean-Michel Di Falco et l’abbé Gérard Pelletier, en présence de nombreuses autres personnalités et célébrités. La maladie dont serait mort Jean-Claude Brialy est connue en détail et confidences par Line Renaud, et Monseigneur Jacques Gaillot.
Jean-Claude Brialy est enterré au cimetière de Montmartre (division 15), l'acteur cabot ayant choisi volontairement une tombe juste à côté de la célèbre « Dame aux Camélias » pour bénéficier de la visite de ses admirateurs. Un édicule abrite une muse couronnée de pavots.

### Vie privée
Son homosexualité, longtemps cachée à son père et au monde du cinéma, est revendiquée depuis la parution en 2000 de son autobiographie Le Ruisseau des singes. Il déclare au magazine Têtu en mai 2005 qu'au début de sa carrière, « c’était tabou. […] D’ailleurs, je ne vois pas l’intérêt de dire : « Il est jaune », « Il est juif » ou « Bonjour, je suis homosexuel ». Moi, j’étais un « homosexuel naturel », je ne me suis jamais posé de questions, j’ai eu des aventures avec des femmes, des hommes… J'ai choisi les hommes par égoïsme, parce que je trouvais que les rapports étaient plus simples, mais aussi par goût ». En 1994, Jean-Claude Brialy participe au doublage du film Priscilla, folle du désert, qui traite du thème de l'homosexualité : il prête sa voix à l'acteur Terence Stamp.
Opposé au mariage gay, mais favorable à un PACS amélioré (« Les gens qui se pacsent devraient avoir les mêmes droits que les gens mariés »), Jean-Claude Brialy s'est engagé dans la lutte contre le sida, notamment aux côtés de Line Renaud : « Beaucoup croient que le sida se guérit, mais pas du tout, la mort est toujours au bout. Les homosexuels doivent montrer l'exemple et encourager les gens à se protéger, à se défendre. Je suis un porte-parole de Sidaction. Je vais aux réunions et il y a quelques années, j'ai fait avec Sophia Loren une vente aux enchères qui a rapporté dix millions de francs. On a pu acheter une maison à Genève pour les gens en fin de vie. »
En 2006, une année avant le décès du comédien, la ville de Meaux reçoit en legs sa propriété de Monthyon et sa collection d'objets sous la condition « d'en faire un lieu dédié à la création et aux artistes » et de l'ouvrir au public. En 2013, Bruno Finck (1962-2021), son dernier compagnon et son héritier, vend aux enchères le contenu de l'appartement de l'île Saint-Louis qu'il partageait avec le comédien. Son compagnon vivait toujours au château de Monthyon en tant qu'usufruitier du domaine avant qu'il ne meure en 2021 d'une maladie génétique, la chorée de Huntington.

### Postérité
Les jardins du château sont régulièrement ouverts au public, de même que le « théâtre des Petits Bouffes » baptisé ainsi en souvenir du théâtre des Bouffes-Parisiens dont le comédien a été le directeur pendant plus de vingt ans : l'ancienne dépendance aménagée en salle de cinéma a été restaurée par la mairie de Meaux et la programmation du théâtre alterne concerts, représentations théâtrales et séances de cinéma.
Le château ouvre pour la première fois ses portes au public lors des Journées Européennes du Patrimoine les 17 et 18 septembre 2022, l'animation et la curation de l'événement ayant été confiées à la journaliste Florence Belkacem qui avait côtoyé Jean-Claude Brialy à Europe 1. Ont été notamment présentés le piano de la chanteuse Barbara – un Erard quart de queue, model 0 –, cadeau de l'artiste à la chanteuse qui habitait à Précy-sur-Marne ainsi qu'un bronze réalisé par Jean Cocteau en 1946 représentant Jean Marais tel qu'il était grimé dans le film La Belle et la Bête. Au premier étage, on peut y voir les chambres occupées par Romy Schneider et les sœurs Dorléac (Catherine Deneuve et Françoise Dorléac). À l'automne 2023, le château a été ouvert au public. Il peut désormais se visiter aux beaux jours, sur réservation, en visite guidée.

## Théâtre

### En tant qu'acteur
- 1958 : Les portes claquent de Michel Fermaud, mise en scène Christian-Gérard, théâtre Daunou
- 1962 : Un dimanche à New-York de Norman Krasna, mise en scène Jacques Sereys, théâtre du Palais-Royal
- 1965 : Madame Princesse de Félicien Marceau, mise en scène de l'auteur théâtre du Gymnase Marie-Bell
- 1966 : Madame Princesse de Félicien Marceau, mise en scène de l'auteur théâtre des Célestins
- 1968–1970 : La Puce à l'oreille de Georges Feydeau, mise en scène Jacques Charon, théâtre Marigny puis au théâtre du Palais-Royal et au théâtre des Célestins
- 1971 : Le Ciel de lit de Jan de Hartog, adaptation Colette, mise en scène Jacques Charon, théâtre du Palais-Royal
- 1974 : L'Hôtel du libre échange, de Georges Feydeau, théâtre Marigny
- 1977 : Si t'es beau, t'es con de Françoise Dorin, mise en scène Jacques Rosny, théâtre Hébertot
- 1980 : Madame est sortie de Pascal Jardin, mise en scène Pierre Boutron, Comédie des Champs-Élysées
- 1984 : Désiré de Sacha Guitry, mise en scène Jean-Claude Brialy, théâtre Édouard VII
- 1986 : Le Nègre de Didier Van Cauwelaert, mise en scène Pierre Boutron, théâtre des Bouffes-Parisiens
- 1989 : L'Illusionniste de Sacha Guitry, mise en scène Jean-Luc Moreau, théâtre des Bouffes-Parisiens
- 1992 : La Jalousie de Sacha Guitry, mise en scène Jean-Claude Brialy, théâtre des Bouffes-Parisiens, théâtre du Gymnase à Marseille, théâtre des Célestins, Festival de Ramatuelle et tournée
- 1994 : Show bis de Neil Simon, mise en scène Georges Wilson, théâtre des Bouffes-Parisiens : voix
- 1996 : Monsieur de Saint-Futile de Françoise Dorin, mise en scène Jean-Luc Moreau, théâtre des Bouffes-Parisiens et tournée
- 1999 : Mon père avait raison de Sacha Guitry, mise en scène Jean-Claude Brialy, tournée puis théâtre des Bouffes-Parisiens
- 2002 : Poste restante, de Noël Coward, mise en scène Daniel Roussel, théâtre du Palais-Royal
- 2005 : J'ai oublié de vous dire, spectacle de et avec Jean-Claude Brialy, théâtre des Bouffes-Parisiens, Festival d’Anjou et tournée avec le pianiste Pascal Amoyel

### En tant que metteur en scène
- 1979 : La Fugue de Francis Lacombrade et Bernard Broca, musique Alexis Weissenberg, théâtre de la Porte-Saint-Martin
- 1984 : Désiré de Sacha Guitry, théâtre Édouard VII
- 1992 : La Jalousie de Sacha Guitry, théâtre des Bouffes-Parisiens
- 1992 : La Puce à l'oreille de Georges Feydeau, théâtre de la Michodière
- 1994 : Le Bal des voleurs de Jean Anouilh, Festival d'Anjou
- 1994 : La Source bleue de Pierre Laville, théâtre Daunou
- 1996 : L'Invitation au château de Jean Anouilh
- 1999 : Mon père avait raison de Sacha Guitry, théâtre des Bouffes-Parisiens
- 1999 : Le Sexe faible d'Édouard Bourdet
- 2000 : Les Parents terribles de Jean Cocteau

## Filmographie

### Acteur de cinéma

#### Courts métrages
- 1954 : Chiffonard et Bonaloy de Pierre Lhomme, documentaire pour le cinéma aux armées : Chiffonard + le narrateur
- 1954 : Paris, mon copain de Pierre Lhomme, documentaire : le narrateur
- 1956 : Le Coup du berger de Jacques Rivette : Claude, l’amant de Claire
- 1956 : La Sonate à Kreutzer d’Éric Rohmer : Trukhacevskij
- 1956 : Tous les garçons s'appellent Patrick ou Charlotte et Véronique de Jean-Luc Godard : Patrick
- 1956 : Les Surmenés de Jacques Doniol-Valcroze : Jimmy Brincourt
- 1956 : Les Mistons de François Truffaut : l'amoureux du film projeté au cinéma (non crédité)
- 1957 : Une histoire d’eau de Jean-Luc Godard et François Truffaut : le jeune homme en voiture
- 1970 : Côté cour, côté jardin de Guy Gilles
- 1979 : Cinématon de Gérard Courant, sketch « Paris »
- 1982 : Notre-Dame de la Croisette de Daniel Schmid : lui-même
- 1985 : Tueur de fous de Guillaume Perotte
- 1986 : Hypothèse d’un soir de Marie-Christine Fieni
- 1992 : Tous les garçons d’Étienne Faure
- 1993 : Monsieur Dior de Frank Maubert et Mathias Ledoux, documentaire : le narrateur
- 1994 : Sacha Guitry et ses femmes de Pierre Philippe, documentaire : le narrateur
- 2000 : Hommage à Alfred Lepetit de Jean Rousselot
- 2006 : Mon dernier rôle d'Olivier Ayache-Vidal : lui-même

#### Longs métrages

##### Années 1950
- 1956 : Les Mauvaises Rencontres d'Alexandre Astruc[20]
- 1956 : Notre-Dame de Paris de Jean Delannoy : figuration
- 1956 : Elena et les Hommes de Jean Renoir (rôle coupé au montage)
- 1957 : L’Ami de la famille de Jack Pinoteau : Philippe Lemonnier
- 1957 : Tous peuvent me tuer d’Henri Decoin : un enquêteur
- 1957 : Méfiez-vous fillettes d’Yves Allégret : un client du « sexy-bar »
- 1957 : Amour de poche de Pierre Kast : Jean-Loup
- 1957 : Le Triporteur de Jack Pinoteau : Jean-Claude, un jeune vacancier
- 1957 : Ascenseur pour l'échafaud de Louis Malle : un joueur d’échecs
- 1957 : Cargaison blanche de Georges Lacombe : Jean
- 1958 : L’École des cocottes de Jacqueline Audry : Robert
- 1958 : Et ta sœur de Maurice Delbez : Bruno Puymartin
- 1958 : Christine de Pierre Gaspard-Huit : Théo Kaiser
- 1958 : Les Amants de Louis Malle : un homme au manège
- 1958 : Le Beau Serge de Claude Chabrol : François
- 1959 : Les Garçons (La notte brava) de Mauro Bolognini : Scintillone
- 1959 : Les Cousins de Claude Chabrol : Paul
- 1959 : Les Quatre Cents Coups de François Truffaut : un passant
- 1959 : Le Chemin des écoliers de Michel Boisrond : Paul Tiercelin
- 1959 : Les Yeux de l'amour de Denys de La Patellière : Pierre Ségur

##### Années 1960
- 1960 : Le Bel Âge de Pierre Kast : Jean-Claude
- 1960 : Le Gigolo de Jacques Deray : Jacky
- 1961 : Paris nous appartient de Jacques Rivette : Jean-Marc
- 1961 : Les Godelureaux, de Claude Chabrol : Ronald
- 1961 : Adieu Philippine, de Jacques Rozier : le comédien de l’émission télévisée Monserrat
- 1961 : Les lions sont lâchés d’Henri Verneuil : Didier Marèze
- 1961 : Les Amours célèbres de Michel Boisrond, sketch Agnès Bernauer : Erich Torring
- 1961 : Une femme est une femme de Jean-Luc Godard : Émile Récamier
- 1961 : Le Puits aux trois vérités de François Villiers : Laurent Renaud
- 1961 : Les Petits Matins ou Mademoiselle stop de Jacqueline Audry : Jean-Claude, le représentant en brosses
- 1961 : Aimez-vous Brahms ? d’Anatole Litvak : voix française d'Anthony Perkins
- 1961 : Tire-au-flanc 62 de Claude de Givray et François Truffaut : le capitaine
- 1962 : L’Éducation sentimentale d’Alexandre Astruc : Frédéric Moreau
- 1962 : Les Sept Péchés capitaux, sketch L'Avarice de Claude Chabrol : Arthur
- 1962 : Les Veinards, sketch Le Gros Lot de Jack Pinoteau : le jeune homme en voiture
- 1962 : Arsène Lupin contre Arsène Lupin d’Édouard Molinaro : François de Vierne
- 1962 : Le Diable et les Dix Commandements, sketch Bien d'autrui ne prendras de Julien Duvivier : Didier Martin, l’employé de banque
- 1962 : La Chambre ardente de Julien Duvivier : Marc Desgrez
- 1962 : Cléo de 5 à 7 d’Agnès Varda : l’infirmier
- 1962 : La Bande Casaroli (La banda Casaroli) de Florestano Vancini
- 1962 : Vie privée de Louis Malle : le narrateur
- 1962 : Vanina Vanini de Roberto Rossellini : non crédité
- 1963 : Carambolages de Marcel Bluwal : Paul Martin
- 1963 : Le Glaive et la Balance d’André Cayatte : Jean-Philippe Prévost
- 1964 : La Bonne Soupe de Robert Thomas : Jacquot
- 1964 : La Ronde de Roger Vadim : Alfred
- 1964 : Un monsieur de compagnie de Philippe de Broca : le prince
- 1964 : La Chasse à l’homme d’Édouard Molinaro : Antoine Monteil
- 1964 : Château en Suède de Roger Vadim : Sébastien
- 1964 : Tonio Kröger de Rolf Thiele : Tonio Kruger
- 1964 : Comment épouser un Premier ministre de Michel Boisrond : Philippe Lambert
- 1964 : La Bonne Occase de Michel Drach
- 1964 : Les Siffleurs (Viheltäjät) d'Eino Ruutsalo : lui-même
- 1965 : L'Amour à la mer de Guy Gilles : l’homme désenchanté
- 1965 : Cent briques et des tuiles de Pierre Grimblat : Marcel
- 1965 : La Mandragore (La mandragola) d’Alberto Lattuada : Ligurio
- 1965 : Je la connaissais bien (Io la conoscevo bene) d'Antonio Pietrangeli : Dario
- 1965 : L'Amant paresseux (Il morbidone) de Massimo Franciosa : Francesco, l'ami de Valeria
- 1966 : Le Roi de cœur de Philippe de Broca : le duc de trèfle
- 1966 : Nos maris (I nostri mariti), sketch Il marito di Olga de Luigi Zampa : Ottavio
- 1966 : Un homme de trop de Costa-Gavras : Jean
- 1967 : Le Plus Vieux Métier du monde, sketch Mademoiselle Mimi de Philippe de Broca : Philibert
- 1967 : Lamiel de Jean Aurel : le comte d'Aubigné
- 1967 : La mariée était en noir de François Truffaut : Corey
- 1967 : Au diable les anges (Operazione San Pietro) de Lucio Fulci : Cajella
- 1968 : Caroline chérie de Denys de La Patellière : Boismussy
- 1968 : Manon 70 de Jean Aurel : Jean-Paul
- 1969 : Le Bal du comte d’Orgel de Marc Allégret
- 1969 : Tout peut arriver de Philippe Labro

##### Années 1970
- 1970 : Le Genou de Claire d’Éric Rohmer : Jérôme
- 1971 : Une saison en enfer (Una stagione all'inferno) de Nelo Risi : Paul Verlaine
- 1971 : Comment entrer dans la mafia (Cose di Cosa Nostra) de Steno : Domenico Gargiulo
- 1972 : Un meurtre est un meurtre d’Étienne Périer : Paul Kastner
- 1973 : Un amour de pluie de Jean-Claude Brialy : le dragueur - également coscénariste
- 1973 : L'Oiseau rare de Jean-Claude Brialy : Armand - également coscénariste
- 1974 : Comme un pot de fraises de Jean Aurel : Norbert
- 1974 : Le Fantôme de la liberté de Luis Buñuel : Monsieur Foucault
- 1975 : Barry Lyndon de Stanley Kubrick : le narrateur (dans la version française)
- 1975 : Un animal doué de déraison de Pierre Kast : Claude
- 1975 : Catherine et Compagnie de Michel Boisrond : Guillaume
- 1975 : Les Onze Mille Verges d'Éric Lipmann
- 1975 : Dreyfus ou l'Intolérable Vérité de Jean Chérasse : le narrateur
- 1976 : Le Juge et l'Assassin de Bertrand Tavernier : Villedieu
- 1976 : Les Œufs brouillés de Joël Santoni : Brumaire
- 1976 : L'Année sainte de Jean Girault : Pierre Bizet
- 1976 : Barocco d’André Téchiné : Walt, le directeur du journal
- 1977 : Le Point de mire de Jean-Claude Tramont : Michel Gaur
- 1977 : Julie pot de colle de Philippe de Broca : Jean-Luc
- 1977 : L’Imprécateur de Jean-Louis Bertuccelli : Le Rantec
- 1977 : Enquête à l'italienne (Doppio delitto) de Steno : Van Nijlen
- 1977 : Pour Clémence de Charles Brabant : le narrateur
- 1978 : Robert et Robert de Claude Lelouch : Jacques Millet, marchand d’esclaves
- 1978 : La Chanson de Roland de Frank Cassenti : le seigneur
- 1979 : Le Maître-nageur de Jean-Louis Trintignant : Logan
- 1979 : Les Plus Grands Moments d'Hollywood (Hooray for Hollywood) d'Edward S. Shaw[21] : le narrateur (dans la version française)
- 1979 : Bobo Jacco de Walter Bal : Guillaume

##### Années 1980
- 1980 : L'Œil du maître de Stéphane Kurc : Cazeau
- 1980 : Bobo la tête de Gilles Katz (caméo)
- 1980 : La Banquière de Francis Girod : Paul Cisterne
- 1981 : Les Uns et les Autres de Claude Lelouch : le directeur du Lido[22]
- 1982 : La Nuit de Varennes d’Ettore Scola : M. Jacob
- 1982 : La Fille de Trieste (La ragazza di Trieste) de Pasquale Festa Campanile : le professeur Martin
- 1983 : Édith et Marcel de Claude Lelouch : Loulou Barrier
- 1983 : Mortelle Randonnée de Claude Miller : Voragine
- 1983 : La Crime de Philippe Labro : Jean-François Rambert
- 1983 : Le Démon dans l’île de Francis Leroi : le docteur Paul-Henri Marshall
- 1983 : Cap Canaille de Juliet Berto et Jean-Henri Roger : Maître Samuel Kedabjan
- 1983 : Sarah de Maurice Dugowson : Gabriel Larcange
- 1983 : Stella de Laurent Heynemann : Roland Caron
- 1983 : Papy fait de la résistance de Jean-Marie Poiré : le joueur de tennis
- 1984 : Pinot simple flic de Gérard Jugnot : le principal Morcy
- 1984 : Le téléphone sonne toujours deux fois de Jean-Pierre Vergne : le commissaire
- 1985 : Le Mariage du siècle de Philippe Galland : Kaffenberg
- 1985 : Le Quatrième Pouvoir de Serge Leroy : le P.D.G. de la télévision
- 1985 : L’Effrontée de Claude Miller : Sam
- 1986 : Inspecteur Lavardin de Claude Chabrol : Claude Alvarez
- 1986 : Le Débutant de Daniel Janneau : Willy
- 1986 : Grand Guignol de Jean Marbœuf : M. Albert
- 1986 : Suivez mon regard de Jean Curtelin : Freddy Langlois
- 1986 : Un homme et une femme : Vingt ans déjà de Claude Lelouch : un spectateur à la projection privée
- 1987 : Le Moustachu de Dominique Chaussois : Leroy
- 1987 : Lévy et Goliath de Gérard Oury : Bijou / Delaroche
- 1987 : Maladie d'amour de Jacques Deray : Frédéric
- 1987 : Les Innocents d’André Téchiné : Klotz
- 1987 : Maschenka de Jean de Goldschmidt : Kolin
- 1989 : Comédie d’été de Daniel Vigne : Gaston

##### Années 1990
- 1990 : Ripoux contre ripoux de Claude Zidi : le banquier
- 1990 : S’en fout la mort de Claire Denis : Pierre Ardennes
- 1990 : Au bonheur des chiens (C'era un castello con 40 cani) de Duccio Tessari : le juge
- 1990 : Faux et Usage de faux de Laurent Heynemann : Charles Laumière
- 1991 : Août d’Henri Herré : Martin
- 1994 : La Reine Margot de Patrice Chéreau : Coligny
- 1994 : Le Monstre (Il mostro) de Roberto Benigni : Roccarotta
- 1994 : Doublage : Priscilla, folle du désert (Ralph alias Bernadette Bassenger)
- 1995 : Une femme française de Régis Wargnier : Arnoult
- 1995 : Les Cent et Une Nuits de Simon Cinéma d’Agnès Varda : le guide des Japonais
- 1996 : Beaumarchais, l'insolent d’Édouard Molinaro : Abbot
- 1996 : Les Caprices d’un fleuve de Bernard Giraudeau : M. de Saint-Chamont
- 1996 : Le Fils de Gascogne de Pascal Aubier[23] : lui-même
- 1997 : Portraits chinois de Martine Dugowson : René Sandre
- 1999 : Kennedy et moi de Sam Karmann : Benny Grimaldi
- 1999 : L’Homme de ma vie de Stéphane Kurc : Lucien
- 1999 : Lettre à mon frère Guy Gilles, cinéaste trop tôt disparu, documentaire de Luc Bernard : lui-même

##### Années 2000
- 2000 : Les Acteurs de Bertrand Blier : lui-même
- 2000 : In extremis d’Étienne Faure : l’avocat
- 2001 : Concurrence déloyale (Concorrenza sleale) d’Ettore Scola : Nonno Mattia
- 2001 : Les filles, personne s'en méfie de Charlotte Silvera : le projectionniste
- 2001 : South Kensington de Carlo Vanzina : Fernandino
- 2002 : C’est le bouquet ! de Jeanne Labrune : Robert Fresnel
- 2002 : La Demi-Mondaine amoureuse de Didier Dessapt
- 2003 : Les Clefs de bagnole de Laurent Baffie : un comédien qui refuse de tourner avec Baffie (caméo)
- 2003 : Aimez-moi les uns les autres de Tiburce
- 2004 : People ou Jet Set 2 de Fabien Onteniente : Minimo
- 2004 : Quoi ? L'Éternité d'Étienne Faure, documentaire : lui-même
- 2005 : Quartier VIP de Laurent Firode : Ferdinand
- 2007 : Vous êtes de la police ? ou Dernière enquête ou Les Sapins bleus de Romuald Beugnon

### Acteur de télévision
- 1960 : Les Parents terribles de Jean-Paul Carrère : Michel
- 1962 : Chéri de François Chatel : Chéri, l’amant de Léa
- 1966 : Anna de Pierre Koralnik : Serge
- 1966 : Carosello - All’ultimo sorso de Mario Fattori et Edo Cacciari
- 1972 : Dans les jardins de Franc-Nohain, documentaire d'Alain Frey : lui-même
- 1974 : La Peur des coups de Jeannette Hubert : lui-même
- 1977 : Dancing Star, émission de variétés de Jacques Brialy : lui-même
- 1980 : Arsène Lupin joue et perd, série d’Alexandre Astruc : Arsène Lupin
- 1982 : Caméra une première - épisode : L'Accompagnateur de Pierre Boutron : le directeur de la compagnie d’assurances
- 1982 : Mozart, série de Marcel Bluwal
- 1983 : Quelques hommes de bonne volonté, série de François Villiers : Quinette
- 1983 : Père Noël et fils de André Flédérick : Thomas
- 1984 : Désiré de Dominique Giuliani, sur une mise en scène de Jean-Claude Brialy : Désiré
- 1984 : Die schöne Wilhelmine de Rolf Von Sydow : Casanova
- 1984 : Ces chers disparus : Françoise Dorléac, documentaire de Denis Derrien : lui-même
- 1985 : L'Herbe rouge de Pierre Kast : l’abbé Grille
- 1985 : Vivement Truffaut / Hommage à Truffaut, documentaire de Claude de Givray : lui-même
- 1988 : François Truffaut : Correspondance à une voix, court-métrage documentaire de Michèle Reiser : lui-même
- 1989 : Les Deux Virus de Bruno Gantillon
- 1989 : Le Nègre de Yves-André Hubert : le nègre
- 1989 : Le Clochard « Loft story » de Stéphane Bertin et Boramy Tioulong
- 1990 : Ne m'oubliez pas : Hommage à Bernard Blier, documentaire de Mathias Ledoux : lui-même
- 1990 : C'est quoi, ce petit boulot ?, série de Michel Berny et Gian Luigi Polidoro : Julien Panni
- 1990 : Ferbac
- 1990 : Mariage mortel de Marc Rivière : Ferbac
- 1991 : Les Bains de jouvence de Marc Rivière : Ferbac
- 1991 : Péché de jeunesse de Bruno Gantillon
- 1991 : L’Illusionniste de Michel Treguer : l’illusionniste
- 1991 : Échec et mat de José-Maria Sanchez Silva : Piantoni
- 1991 : Lucas de Nadine Trintignant : Werner
- 1993 : Le crime de Ferbac de Bruno Gantillon : Ferbac
- 1993 : Le Mal des ardents de Roland Verhavert : Ferbac
- 1993 : Carnaval des ténèbres de Sylvain Madigan : Ferbac
- 1993 : Le Festin de miséricorde de Christian Faure : Éric Ferbac, officier de gendarmerie
- 1993 : Sandra, princesse rebelle, feuilleton de Didier Albert : Jean Duplessis
- 1994 : La Jalousie de Patrick Bureau
- 1996 : Belmondo le magnifique, documentaire de Patrick Chammings : lui-même
- 1997 : Les Héritiers de Josée Dayan : le commissaire Bonnard
- 1997 : La Grande Béké d’Alain Maline : M. Dupont-Ménard
- 1997 : Cannes… les quatre cents coups, documentaire de Gilles Nadeau : lui-même
- 1997 : Nos jolies colonies de vacances de Stéphane Kurc : Max
- 1998 : Le Comte de Monte-Cristo , mini-série de Josée Dayan : le père Morrel
- 1999 : Barbara, je chante ma vie, documentaire de Philippe Kohly : lui-même
- 2000 : La Bicyclette bleue de Thierry Binisti : Raphaël Mahl
- 2000 : Élisabeth : Ils sont tous nos enfants de Pasquale Squitieri : le juge Defoi
- 2001 : Les Filles à papa de Marc Rivière : Robert
- 2001 : Nadia Coupeau, dite Nana d'Édouard Molinaro : Vandoeuvres
- 2002 : Le hasard fait bien les choses de Lorenzo Gabriele : Jean-Pierre Muller
- 2002 : On ne choisit pas sa famille de François Luciani : Michel
- 2004 : Le Président Ferrare : L’Affaire Valéra d'Alain Nahum : Guillaume Ferrare
- 2004 : Le Président Ferrare : L’Affaire Denise Chabrier d'Alain Nahum : Guillaume Ferrare
- 2004 : Le Plus Bel Homme du monde de Serge Khalfon : lui-même
- 2005 : Les Rois maudits, mini-série de Josée Dayan : Hugues de Bouville
- 2006 : Le Président Ferrare : L’Affaire Gilles d’Aubert d'Alain Nahum : Guillaume Ferrare
- 2006 : Monsieur Max de Gabriel Aghion : Max Jacob

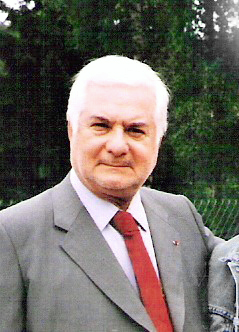
Jean-Claude Brialy dans Le Président Ferrare.

### Réalisateur de cinéma
- 1955 : French Cancan de Jean Renoir - stagiaire assistant-réalisateur
- 1972 : Églantine - également scénariste
- 1973 : Les Volets clos
- 1973 : L'Oiseau rare - également scénariste
- 1974 : Un amour de pluie - également scénariste
- 1983 : Un bon petit diable - également coadaptateur avec Didier Decoin

### Réalisateur de télévision
- 1979 : La Nuit de l'été
- 1981 : Les Malheurs de Sophie d'après la comtesse de Ségur[24]
- 1981 : Cinq-Mars - également scénariste
- 1995 : Vacances bourgeoises
- 1995 : Il ne faut jurer de rien d’après Alfred de Musset
- 1997 : Georges Dandin d'après Molière
- 1998 : La Dame aux camélias d’après Alexandre Dumas fils - également scénariste
- 2003 : Les Parents terribles d'après Jean Cocteau

## Discographie
- 1964 : Horizontalement (Super 45 tours 4 titres Philips 434.820 BE), paroles de Roland Valade, musique de Jean Ferrat[25],[26]
- 1967 : Anna (bande originale de Serge Gainsbourg du téléfilm Anna, Super 45 tours Philips 437.279 BE) - interprétation en solo ainsi qu'en duo avec Serge Gainsbourg et avec Anna Karina

## Publications
- Histoires de stars, Paris, Editions n° 1, 1992 (ISBN 2-86391-502-9)
- Histoires de stars : n° 2, Paris, Editions n° 1, 1993 (ISBN 2-86391-547-9).
- Le Ruisseau des singes, Paris, R. Laffont, 2000, 429 p. (ISBN 2-221-08484-5)
- Les Répliques les plus drôles du cinéma, Paris, Cherche Midi, coll. « Le Sens de l'humour », 2003, 211 p. (ISBN 2-7491-0075-5)
- J'ai oublié de vous dire..., Paris, XO, 2004, 396 p. (ISBN 2-84563-158-8)
- Mon Algérie, Boulogne-Billancourt, Timée-Editions, 2006 (ISBN 2-915586-67-5)
- Les Pensées les plus drôles des acteurs, Paris, Cherche Midi, coll. « Le Sens de l'humour », 2006, 181 p. (ISBN 2-7491-0512-9)

## Distinctions

### Décorations
- France :
- Commandeur de la Légion d'honneur
- Commandeur de l'ordre national du Mérite
- Commandeur de l'ordre des Arts et des Lettres
- Monaco : Commandeur de l'ordre du Mérite culturel (novembre 2002)[27]

Jean-Claude Brialy est le sujet d'un documentaire de 1h30, diffusé par France-Télévisions en 2013. Produit par Fabienne Servan-Schreiber et Laurence Miller pour Ciné-Tévé, Jean-Claude Brialy ou le goût des autres, écrit et réalisé par Henry-Jean Servat, avec Bruno Bouvier réunit, dans son château de Monthyon, Claudia Cardinale, Robert Hossein, Nana Mouskouri, Françoise Arnoul, Mylène Demongeot, Pierre Arditi, Marina Vlady, Anna Karina et 10 autres de ses amis.
À l'occasion du 10e anniversaire de la mort de Jean-Claude Brialy (2017), Bruno son compagnon crée l'association des amis de Jean-Claude Brialy en réunissant ainsi tous les amis du comédien au sein d'un comité d'honneur prestigieux. Brigitte Fossey est, après la disparition de Jeanne Moreau, la présidente de ce comité d'honneur. Cette même année le documentaire de 26 minutes Une maison, un artiste réalisé par François Chayé et produit par A Prime Group, avec la participation de France télévision, est diffusé sur France 5.

### Récompenses
- Prix Jean-Le-Duc 1972 décerné par l’Académie française pour son film Églantine
- César 1988 : César du meilleur acteur dans un second rôle pour Les Innocents
- Prix Ballantine 1990 du "Maître du bon goût"
- Forum international cinéma & littérature 2006 : Trophée d'honneur
- Monte-Carlo Film Festival de la Comédie 2006 : Hommage

### Nomination
- César 1977 : César du meilleur acteur dans un second rôle pour Le Juge et l'Assassin